# Função exponencial

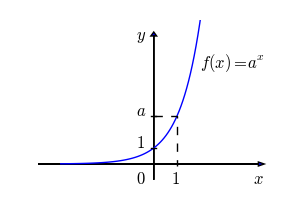
Esboço do gráfico de uma função exponencial

Chama-se função exponencial a função {\textstyle f:\mathbb {R} \to \mathbb {R} _{+}^{*}}  tal que {\textstyle f(x)=a^{x}} em que {\textstyle a\in \mathbb {R} }, {\textstyle 0<a\neq 1}. O número {\displaystyle a} é chamado de base da função. A função exponencial {\textstyle f(x)=a^{x}} pode ser crescente ou decrescente a depender do valor da base. Se {\textstyle a>1}, a função é crescente. Caso {\textstyle 0<a<1} a função é decrescente.

## Definição formal
A função exponencial pode ser caracterizada como uma extensão do processo de potenciação para expoentes não inteiros. Quando n é um número natural maior do que 1, a potência an indica a multiplicação da base a por ela mesma tantas vezes quanto indicar o expoente n, isto é,
{\displaystyle {{a^{n}=} \atop {\ }}{{\underbrace {a\times \cdots \times a} } \atop n},}
Esta definição implica as seguintes propriedades:
- {\displaystyle a^{n+m}=a^{n}a^{m};}
- {\displaystyle a^{nm}=\left(a^{n}\right)^{m}.}

A fim de estender estas propriedades para expoente zero, expoentes negativos e racionais, definem-se:
- {\displaystyle a^{0}=1,\quad \forall a\neq 0;}
- {\displaystyle a^{-n}={\frac {1}{a^{n}}},\quad \forall a\neq 0,~~n\in \mathbb {N} ;}
- {\displaystyle a^{\frac {1}{n}}={\sqrt[{n}]{a}},\quad \forall a>0,~~n\in \mathbb {N} ;}
- {\displaystyle a^{\frac {n}{m}}={\sqrt[{m}]{a^{n}}},\quad \forall a>0,~~n\in \mathbb {Z} ~~m\in \mathbb {N} .}

A função exponencial pode ser então definida para todo expoente x através dos seguintes limites:
{\displaystyle a^{x}=\sup _{{\frac {n}{m}}<x}a^{\frac {n}{m}},a>1;}
{\displaystyle a^{x}=\inf _{{\frac {n}{m}}<x}a^{\frac {n}{m}},a<1.}
De fato, a função y = ax é a única função contínua y=f(x) que satisfaz:
- {\displaystyle f(x+y)=f(x)f(y);}
- {\displaystyle f(1)=a.}

No entanto, mais comumente, a função exponencial é definida em termos da função exponencial natural e sua inversa, o logaritmo natural:
- {\displaystyle a^{x}=e^{\ln(a)x}.}

A função exponencial satisfaz sempre os seguintes axiomas básicos de definição:
- {\displaystyle a^{1}=a}
- {\displaystyle a^{x+y}=a^{x}a^{y},~~\forall x,y\in \mathbb {R} }

A partir destes axiomas, podemos extrair as seguintes propriedades operacionais:
1. {\displaystyle a^{0}={\frac {a^{1+0}}{a^{1}}}={\frac {a^{1}}{a^{1}}}=1,}
2. {\displaystyle a^{-x}={\frac {a^{(-x)+x}}{a^{x}}}={\frac {a^{0}}{a^{x}}}={\frac {1}{a^{x}}},~~\forall x\in \mathbb {R} }

## Propriedades da função exponencial

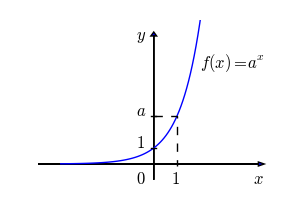
Função exponencial crescente

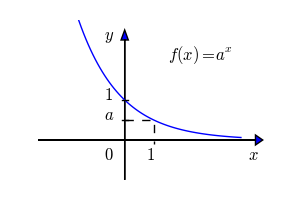
Função exponencial decrescente

A função exponencial de base {\displaystyle a}, {\displaystyle f(x)=a^{x}}, tem as seguintes propriedades:
1. {\displaystyle f(x)>0} para todo {\displaystyle x\in \mathbb {R} };
2. {\displaystyle f(x)} é função crescente se, e somente se, {\displaystyle a>1};
3. {\displaystyle f(x)} é função decrescente se, e somente se, {\displaystyle 0<a<1};
4. {\displaystyle f(x)} é injetiva;
5. {\displaystyle f(x)} é ilimitada superiormente;
6. {\displaystyle f(x)} é contínua;
7. {\displaystyle f(x)} é sobrejetiva;
8. {\displaystyle f(x)} é bijetiva, isto é, possui uma função inversa, o logaritmo, denominada {\displaystyle \log _{a}(x)}.

### Demonstrações das propriedades
Propriedade 1
Mostraremos, primeiro, que {\displaystyle f(x)\neq 0} para todo {\displaystyle x\in \mathbb {R} }. Com efeito, notamos que {\displaystyle f(0)=1\neq 0}. Suponhamos, por contradição, que {\displaystyle f(x)=a^{x}=0} para algum {\displaystyle x\neq 0}. Mas, daí temos {\displaystyle 0=a^{x}a^{-x+1}=a>0}, uma contradição. Concluímos que {\displaystyle f(x)\neq 0} para todo {\displaystyle x\in \mathbb {R} }.
Como consequência {\displaystyle f(x)>0} para todo {\displaystyle x\in \mathbb {R} }, uma vez que {\displaystyle f(0)=a^{0}=1}.
Propriedade 2
Sejam {\displaystyle x,y\in \mathbb {R} }. Suponhamos, sem perda de generalidade, que {\displaystyle x<y}. Tomamos, então, {\displaystyle p>0\in \mathbb {R} } tal que {\displaystyle y=x+p}. Segue que {\displaystyle a^{y}-a^{x}=a^{x+p}-a^{x}=a^{x}(a^{p}-1)}. Pela propriedade 1, temos {\displaystyle a^{x}>0}. Logo, {\displaystyle a^{x}<a^{y}} se, e somente se, {\displaystyle a^{p}>1}. Como {\displaystyle p>0}, {\displaystyle a^{p}>1} se, e somente se, {\displaystyle a>1}. Concluímos que, {\displaystyle f(x)<f(y)} se, e somente se, {\displaystyle a>1}.
Propriedade 3
Segue raciocínio análogo à demonstração da propriedade 2.
Propriedade 4
Consequência imediata das propriedades 2 e 3.
Propriedade 5
Seja {\displaystyle f(x)=a^{x}} com {\displaystyle a>1}. Tomamos {\displaystyle d\in \mathbb {R} } tal que {\displaystyle a=1+d}. Assim, pela desigualdade de Bernoulli, temos {\displaystyle a^{n}>1+nd}. Logo, dado qualquer {\displaystyle L>0}, se escolhemos {\displaystyle x} como o menor inteiro maior que {\displaystyle {\frac {L-1}{d}}}, temos {\displaystyle f(x)>L}, i.e. {\displaystyle f(x)} é ilimitada superiormente. A demonstração é análoga para {\displaystyle 0<a<1}.
Propriedade 6
Para qualquer {\displaystyle c\in \mathbb {R} }, temos {\displaystyle f(c)} está bem definida. Além disso, temos:
{\displaystyle \lim _{x\to c}f(x)=\lim _{h\to 0}f(c+h)=\lim _{h\to 0}a^{c+h}=\lim _{h\to 0}a^{c}a^{h}=a^{c}\lim _{h\to 0}a^{h}}
Como, {\displaystyle \lim _{h\to 0}a^{h}=1}, seque que:
{\displaystyle \lim _{x\to c}f(x)=f(c)}.
Lema
Dados um número real {\displaystyle a\neq 1} e um intervalo {\displaystyle I=[c,~d]\subset \mathbb {R} _{+}^{*}}, com {\displaystyle d>c}, então existe um número racional {\displaystyle r\in \mathbb {Q} } tal que {\displaystyle a^{r}\in I}.
Suponhamos, sem perda de generalidade, que {\displaystyle a,c>1}. Pelas propriedades 2 e 5, existe um número natural {\displaystyle n_{1}\in \mathbb {N} } tal que:
{\displaystyle c<d<a^{n_{1}}}.
Como consequência, existe um número natural {\displaystyle n_{2}\in \mathbb {N} } tal que:
{\displaystyle 1<a<\left(1+{\frac {d-c}{a^{n_{1}}}}\right)^{n_{2}}}.
Daí, segue que:
{\displaystyle 1<a^{\frac {1}{n_{2}}}<1+{\frac {d-c}{a^{n_{1}}}}\Rightarrow 0<a^{n_{1}}\left(a^{1/n_{2}}-1\right)<d-c}.
Assim:
{\displaystyle {\frac {m}{n_{2}}}\leq n_{1}\Rightarrow a^{\frac {m}{n_{2}}}\left(a^{\frac {1}{n_{2}}}-1\right)=a^{\frac {m+1}{n_{2}}}-a^{\frac {m}{n_{2}}}<d-c}.
Desta forma, temos que:
{\displaystyle a^{0}<~a^{\frac {1}{n_{2}}}<~a^{\frac {2}{n_{2}}}<~\cdots <~a^{n_{1}}}
é uma sequência finita, cujos termos são extremos de intervalos consecutivos de tamanho menor que o do intervalo {\displaystyle I=[c,~d]}. Logo, pelo menos um  dos termos desta sequência deve pertencer a {\displaystyle I}, i.e. para algum {\displaystyle m}, temos {\displaystyle a^{r}\in I} com {\displaystyle r={\frac {m}{n_{2}}}}.
Propriedade 7
Seja {\displaystyle y\in \mathbb {R} _{+}^{*}}. Suponhamos que {\displaystyle a>1}. Usando o lema anterior construímos uma sequência não-decrescente limitada {\displaystyle (r_{n})_{n\in \mathbb {N} }} tal que {\displaystyle a^{r_{n}}\in \left[y-{\frac {1}{n}},~y\right]}. Pela completude dos números reais, temos que {\displaystyle r_{n}\to x} quando {\displaystyle n\to \infty }. Segue da continuidade de {\displaystyle f(x)} (propriedade 6), que:
{\displaystyle a^{x}=\lim _{n\to \infty }a^{r_{n}}=y}
i.e., dado {\displaystyle y\in \mathbb {R} _{+}^{*}}, existe {\displaystyle x\in \mathbb {R} } tal que {\displaystyle f(x)=a^{x}=y}. A demonstração para {\displaystyle 0<a<1}  segue raciocínio análogo.
Propriedade 8
Consequência imediata das propriedades 4 e 7.

## A função exponencial natural

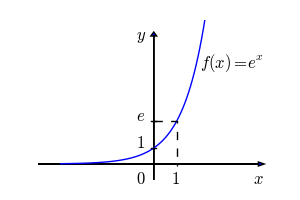
Esboço do gráfico da função exponencial natural

A função exponencial natural é a função exponencial cuja base é o número de Euler. Denotado por ex ou exp(x), a função exponencial natural é uma das mais importantes funções da matemática e pode ser definida de pelo menos duas maneiras equivalentes: a primeira, como uma série infinita; a segunda, como limite de uma seqüência:
{\displaystyle e^{x}=\sum _{n=0}^{\infty }{x^{n} \over n!}=1+x+{x^{2} \over 2!}+{x^{3} \over 3!}+{x^{4} \over 4!}+\cdots }
{\displaystyle e^{x}=\lim _{n\to \infty }\left(1+{x \over n}\right)^{n}}
Aqui, {\displaystyle n!} corresponde ao fatorial de n e x é qualquer número real ou complexo.
O valor da base da exponencial natural, {\displaystyle e}, é aproximadamente {\displaystyle 2{.}718281828}.
A exponencial natural satisfaz as seguinte propriedades:
- A função y = ex é contínua e diferenciável para todo x.
- A derivada da função y = ex é a própria função função y = ex.
- A função y = ex é positiva e crescente para todo número real x.
- ex+y = ex ey
- A curva y = ex jamais toca o eixo x, embora se aproxime de zero para valores negativos de x, isto é:

{\displaystyle \lim _{x\to -\infty }e^{x}=0}
- Os valores de y=ex crescem ilimitadamente, isto é:

{\displaystyle \lim _{x\to +\infty }e^{x}=+\infty }
- A função y=ex cresce mais rápido que qualquer potência, isto é, para todo n natural, temos:

{\displaystyle \lim _{x\to -\infty }x^{n}e^{x}=0.}
- A função {\displaystyle y=e^{x}} é igual a sua derivada, i.e.:

{\displaystyle {\frac {\text{d}}{{\text{d}}x}}e^{x}=e^{x}}.
Usando o logaritmo natural, pode-se definir funções exponenciais mais genéricas, como abaixo:
{\displaystyle a^{x}=e^{x\ln a}}
Para todo a > 0 e {\displaystyle x\in \mathbb {R} .}

## Derivada e integral da função exponencial

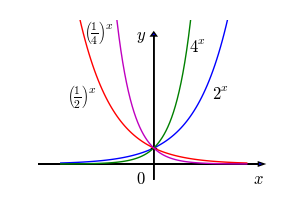
Comportamento da função exponencial

A derivada da função exponencial de base {\displaystyle a}, {\displaystyle f(x)=a^{x}} é dada por:
{\displaystyle {\frac {d}{dx}}f(x)=a^{x}\ln a}.
De fato, como {\displaystyle a^{x}=e^{(\ln a)x}} temos da regra da cadeia que:
{\displaystyle {\frac {\text{d}}{{\text{d}}x}}a^{x}={\frac {\text{d}}{{\text{d}}x}}e^{(\ln a)x}=(\ln a)e^{(\ln a)x}=a^{x}\ln a}.
De forma análoga, obtermos a derivada segunda:
{\displaystyle {\frac {{\text{d}}^{2}}{{\text{d}}x^{2}}}a^{x}={\frac {\text{d}}{{\text{d}}x}}a^{x}\ln a=a^{x}(\ln a)^{2}}
Como {\displaystyle (\ln(a))^{2}} é uma constante positiva,  observamos que a taxa de variação da função exponencial é crescente em relação a x, isto é a função exponencial é uma função convexa.
A integral indefinida da função exponencial é dada por:
{\displaystyle \int a^{x}{\text{d}}x=\int e^{\ln ax}{\text{d}}x={\frac {1}{\ln a}}e^{\ln ax}+C={\frac {1}{\ln a}}a^{x}+C}.